# Hutong

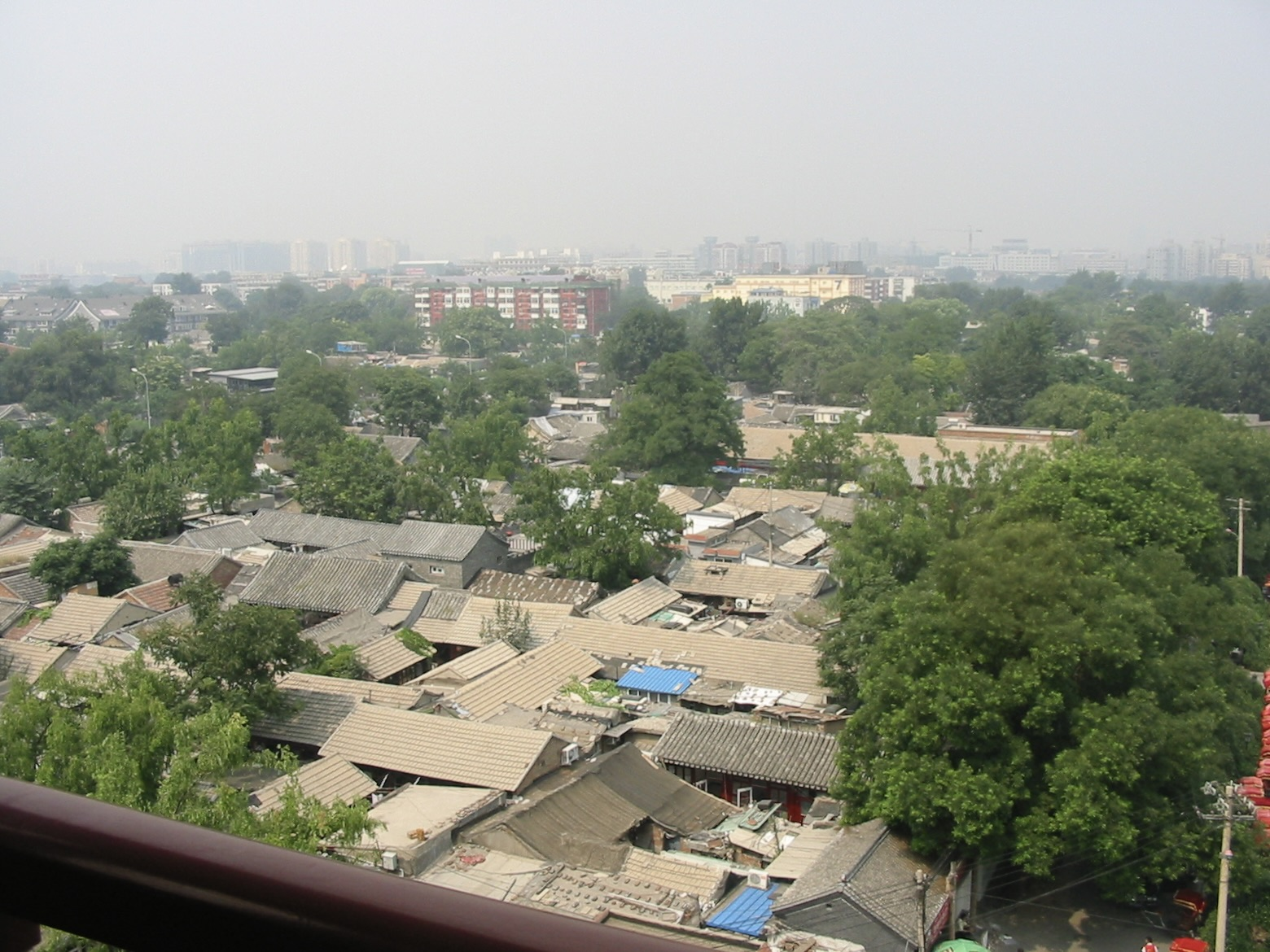
Zicht op een hutong in Peking, vanaf de Drum toren

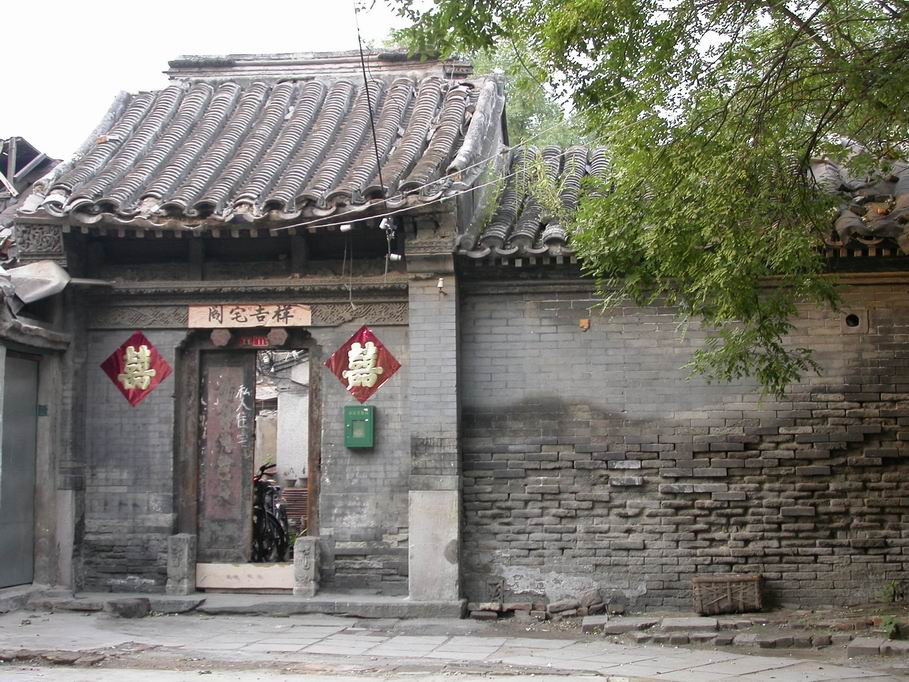
De ingang van een hutong

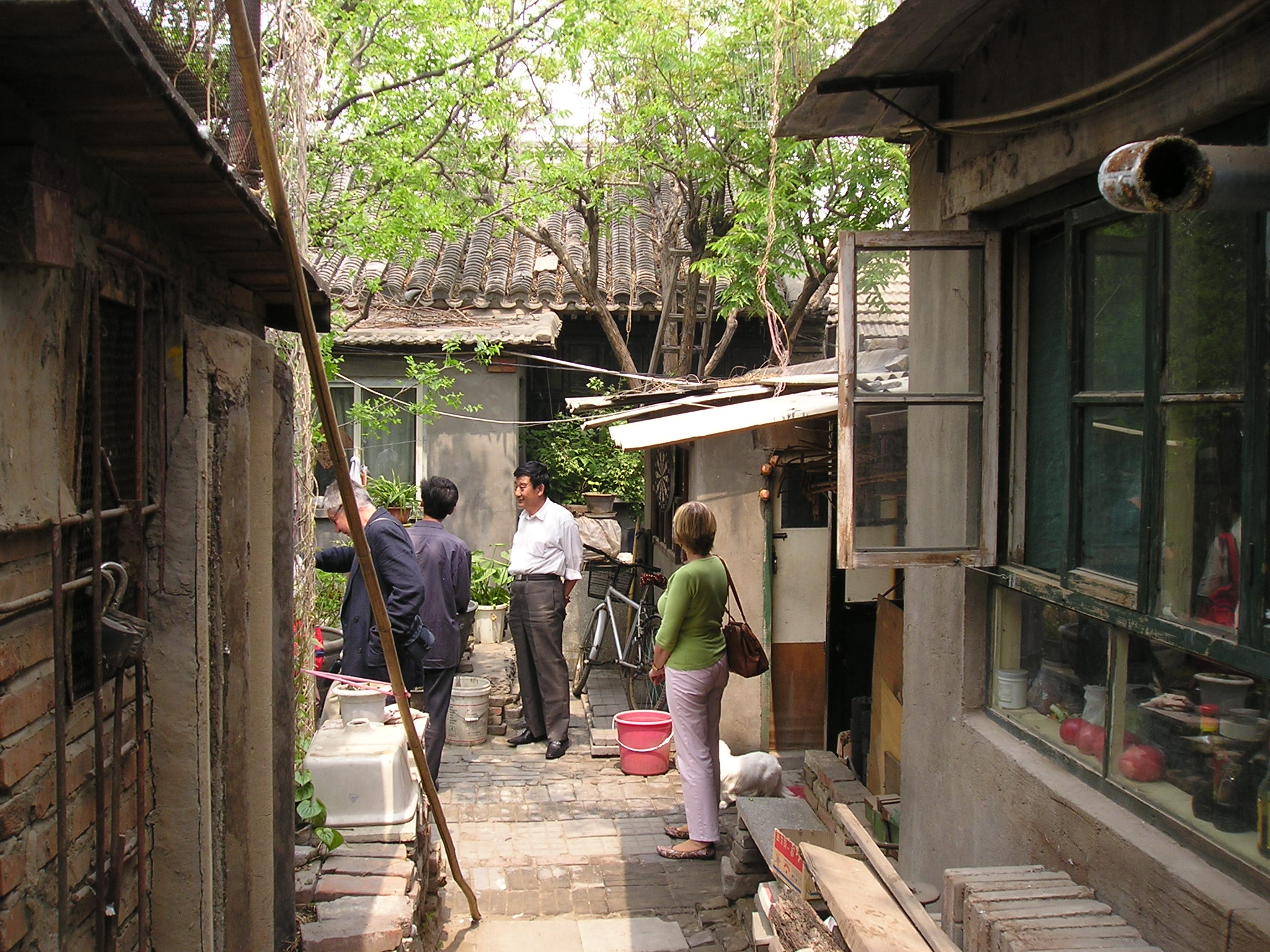
De binnenplaats van een huizenblok. De eigenaar houdt zijn wedstrijdduiven op het dak van de woning. De overige dieren leven op de binnenplaats.

Een hutong (vereenvoudigd Chinees: 胡同; traditioneel Chinees: 衚衕; pinyin: hútòng) is een traditionele woonwijk in China en met name in Peking.

## Karakter
Een hutong is ommuurd en bestaat uit nauwe straatjes, waaraan kleine huizen staan, meestal slechts 1 woonlaag hoog. Dit type woonwijk bestaat al 700 jaar en is ontstaan na de komst van Djenghis Kan.
Sommige woningen in de hutong hebben slechts één of twee kamers, die dienstdoen als keuken, slaapkamer, wasruimte etc. Veel van de huidige bewoners verhuizen dan ook graag naar een modernere flat.
In het oude China werden straten gedefinieerd door hun breedte. Hutongs waren straten niet breder dan 9 meter. Vele straten waren smaller. In de hutongs van Peking komen steegjes voor van slechts 40 centimeter.

## Naamgeving
Het woord hutong komt van het Mongoolse woord hottog, dat 'bron' betekent. Een gegraven bron vormde namelijk vaak het centrum van nieuwe woongemeenschappen.

## Afbraak
In Peking bestaan nog verschillende van deze traditionele wijken, maar omdat de woonomstandigheden erg slecht zijn, worden vele afgebroken. Enkele zijn sterk gemoderniseerd. Vanaf het begin van de 20e eeuw worden hutongs afgebroken mede vanwege de ongezonde omstandigheden. De mensen wonen er zeer dicht op elkaar en in de woningen ontbreekt sanitair. Toiletgebouwen staan aan de buitenzijde, waar de bewoners tegelijk, gescheiden door tussenschotten, hun behoefte kunnen doen. Elektrische verlichting is er eveneens nauwelijks.
In 2005 waren er nog ongeveer 3000 hutongs in Peking, waarin bijna de helft van de stedelijke bevolking leefde. Sommige hutongs worden echter opgeknapt en voorzien van elektriciteit en water om te voorkomen dat alles verdwijnt. De hutongs vormen een vast onderdeel van de toeristische bezienswaardigheden en een bezoek aan een gezin in een hutong is mogelijk.